# Karl Haupt (Volkskundler)
Karl Joachim Thomas Haupt, auch Carl Haupt (* 12. August 1829 in Kottwitz, Kreis Sagan; † 29. Mai 1882 in Lerchenborn bei Liegnitz) war ein deutscher Pfarrer und Volkskundler.

## Leben
Er war der Sohn des Pfarrers und Heimatforschers Joachim Leopold Haupt. Nach Besuch der Bürgerschule und des Gymnasiums in Görlitz studierte Karl Haupt 1851 bis 1853 Theologie in Leipzig. Von 1853 bis 1854 besuchte er die Universität Halle und leistete den Militärdienst ab. Er war 1856 bis 1858 Lehrer in Hamburg, 1860 bis 1864 Lehrer am Magdalenenstift in Altenburg und schließlich ab 1864 Pfarrer an der evangelischen Kirche in Lerchenborn.
Karl Haupt ist vor allem durch das zweibändige Sagenbuch der Lausitz (1862/1863) bekannt geworden, mit dem er einen Preis der Oberlausitzischen Gesellschaft der Wissenschaften gewann. Er veröffentlichte darüber hinaus Aufsätze und Schriften zur Geschichte des Altertums. Er beschäftigte sich auch mit archäologischen und paläontologischen Forschungen. Seine paläontologische Sammlung ging an die Universität Breslau.
Er war Mitglied der Oberlausitzischen Gesellschaft der Wissenschaften.